# Cleome macrantha
Cleome macrantha là một loài thực vật có hoa trong họ Màng màng. Loài này được Turcz. mô tả khoa học đầu tiên năm 1854.